# Nagaina tricincta
Nagaina tricincta là một loài nhện trong họ Salticidae.
Loài này thuộc chi Nagaina. Nagaina tricincta được Eugène Simon miêu tả năm 1902.